# Sedliacka Dubová
Sedliacka Dubová (in ungherese Parasztdubova) è un comune della Slovacchia facente parte del distretto di Dolný Kubín, nella regione di Žilina.